# (549) Jessonda
(549) Jessonda – planetoida z pasa głównego asteroid okrążająca Słońce w ciągu 4 lat i 146 dni w średniej odległości 2,68 j.a. Została odkryta 15 listopada 1904 roku w Landessternwarte Heidelberg-Königstuhl w Heidelbergu przez Maxa Wolfa. Nazwa planetoidy pochodzi od bohaterki opery Jessonda Louisa Spohra. Przed jej nadaniem planetoida nosiła oznaczenie tymczasowe (549) 1904 PK.